# Meru (supervisor de los portadores del sello)
| mr · r | w |

| mr · r | w |

Estela of Meru. Museo Egizio de Turín.

Meru fue supervisor de los portadores del sello en la corte real, uno de los más altos oficiales de la época de la dinastía XI de Egipto, bajo el reinado del faraón Mentuhotep II (c. 2000 a. C.). Su tumba (TT240) se encuentra en la necrópolis de Deir el-Bahari, Asasif del Norte.

## Tumba
Meru es conocido principalmente por su tumba tebana TT240. Dispone de un gran patio, una capilla funeraria con un largo pasillo y una capilla de culto sin decorar detrás. La cámara funeraria subterránea, está decorada con Textos de las Pirámides y Textos de los Ataúdes. El sarcófago de Meru sestaba hundido en el suelo  de la cámara, decorado con pinturas de frisos de objetos y una lista de ofrendas.
Entre los títulos de Meru se encuentran los de "portador del sello real", "amigo único", "supervisor de las tierras altas orientales" y "supervisor de las tierras extranjeras". Este último título podría indicar que participó en una de las campañas nubias de Mentuhotep II.

## Otras menciones
Se le conoce también por aparecer en dos inscripciones rupestres en el uadi Shatt el-Rigala. Aquí lleva una vez el título de 'supervisor de las tierras extranjeras'.
En el Museo Egipcio de Turín se encuentra la "Estela de Meru" (altura 172,5 cm; anchura 70 cm; profundidad 13 cm), datada en el año 46 del reinado de Mentuhotep II. Aquí se menciona a sus padres Iku y Nebti.